# 沙兰
沙兰（波斯語：‎）位于阿富汗东部，是帕克蒂卡省的首府。